# Florian Holzer
Florian Holzer (* 1966 in Mistelbach an der Zaya, Niederösterreich) ist ein österreichischer Gastronomiekritiker.
Er arbeitet als freischaffender Autor und Kolumnist für österreichische und internationale Publikationen wie das Wiener Stadtmagazin Falter, den Restaurant-Führer Wien, wie es isst, das Gourmet-Magazin À la Carte, die Samstag-Beilage der Tageszeitung Kurier, das Online-Portal wien.ORF.at und für die Neue Zürcher Zeitung am Sonntag, Süddeutsche Zeitung und Berliner Zeitung. Florian Holzer ist Chefredakteur des Magazins Der Sommelier und verantwortlich für den Wein-Guide von Gault Millau Österreich.